# Álvaro d'Ors
Álvaro d'Ors y Pérez-Peix, né à Barcelone le 14 avril 1915 et mort le 1er février 2004 à Pampelune, est un juriste espagnol, spécialiste du droit romain, qu’il enseigna successivement aux universités de Grenade, de Saint-Jacques-de-Compostelle et de Navarre,. Sa vaste culture l’amena également à cultiver d’autres disciplines juridiques (droit civil, histoire du droit, droit canonique, théorie et philosophie du droit, droit foral, etc.) ou philologiques (épigraphie, papyrologie, philologie classique). Proche du carlisme, il mena également un important travail de théoricien du traditionalisme. Il est considéré comme l’un des plus grands juristes espagnols du XXe siècle et l'un des plus grands penseurs du traditionalisme sur la même période.